# ليندسي والن
ليندسي والن (بالإنجليزية: Lindsay Whalen) مواليد 9 مايو 1982 في هوتشينسون، هي لاعبة كرة سلة أمريكية بدأت مسيرتها الاحترافية في سنة 2004. تم اختيارها من قبل فريق كونيتيكت صن خلال الدرافت تلعب مع فريق مينيسوتا لينكس في دوري الاتحاد الوطني لكرة السلة النسائية كلاعب هجوم خلفي وتحمل الرقم 13. يبلغ طولها 5 قدم 9 بوصة (1.8 م). شاركت في دورة الألعاب الأولمبية الصيفية سنة 2012. فازت بلقب دوري المحترفات. شاركت 5 مرات في مباراة كل النجوم.

## سجل المنافسة
شاركت في المنافسات التالية:
- الألعاب الأولمبية الصيفية 2012
- الألعاب الأولمبية الصيفية 2016
- كأس العالم لكرة السلة للسيدات 2014

## الميداليات
| الميدالية | المسابقة                                 |
| --------- | ---------------------------------------- |
| ذهبية     | الألعاب الأولمبية الصيفية 2012           |
| ذهبية     | الألعاب الأولمبية الصيفية 2016           |
| ذهبية     | بطولة كأس العالم لكرة السلة للسيدات 2010 |
| ذهبية     | كأس العالم لكرة السلة للسيدات 2014       |

## روابط خارجية
- ليندسي والن على موقع الاتحاد الدولي لكرة السلة (الإنجليزية)
- ليندسي والن على موقع الاتحاد الوطني لكرة السلة النسائية (الإنجليزية)
- ليندسي والن على موقع كرة السلة الأوروبية.كوم (الإنجليزية)
- ليندسي والن على موقع كلية كرة السلة في سبورتس رفرنس.كوم (الإنجليزية)
- ليندسي والن على موقع ريلجم (الإنجليزية)
- ليندسي والن على موقع بروبوليرز (الإنجليزية)
- ليندسي والن على موقع قاعة مشاهير كرة السلة للسيدات (الإنجليزية)
- ليندسي والن على موقع سبورتس رفرنس (الإنجليزية)
- ليندسي والن على موقع كلية كرة السلة في سبورتس رفرنس.كوم (الإنجليزية)
- ليندسي والن على موقع سبورتس رفرنس (الإنجليزية)